# هیپ، هیپ، هورا!
هیپ، هیپ، هورا! (به انگلیسی: Hip, Hip, Hurrah!) یک نقاشی رنگ روغن روی بوم که در سال ۱۸۸۸ توسط نقاش دانمارکی پیدر سورین کرویر کشیده شده‌است.

## توضیحات
این اثر اعضای مختلفی را که پیدر سورین کرویر از آن به عنوان «انجمن» نقاشان اسکاگن یاد کرده‌است، نشان می‌دهد: گروهی از هنرمندان دانمارکی، نروژی و سوئدی که در دهه ۱۸۸۰ و اوایل دهه ۱۸۹۰ تشکلی سست در اسکاگن در راس شمالی یوتلاند تشکیل دادند. هیپ، هیپ، هورا! نمونه ای از کارهای تولید شده توسط نقاشان اسکاگن است. این اثر بسیار به سبک امپرسیونیستها و ناتورالیستهای فرانسوی نزدیک است، یعنی بازی نور را در صحنه جشن می‌گیرد (و در ترکیب و سوژه مقایسه‌های آشکاری با ناهار قایقرانان پیر اگوست رنوآر) ایجاد می‌کند. اما در عین حال، دوباره به سنت فرنشاتبیلد هنرمندان عصر طلایی دانمارک مانند دیتل بلو و ویلهلم بنز در ترسیم جوامع هنری به صورت خودجوش کنار هم بازمی‌گردد. پیشرفت سبک پیدر سورین کرویر را می‌توان در مقایسه هیپ، هیپ، هورا! با صبحانه مشاهده کرد. (ناهار هنرمندان در اسکاگن)، یک نقاشی مشابه با مضمون ۱۸۸۳ که شامل بسیاری از افراد مشابه یا آثاری همانند در این زمینه است.

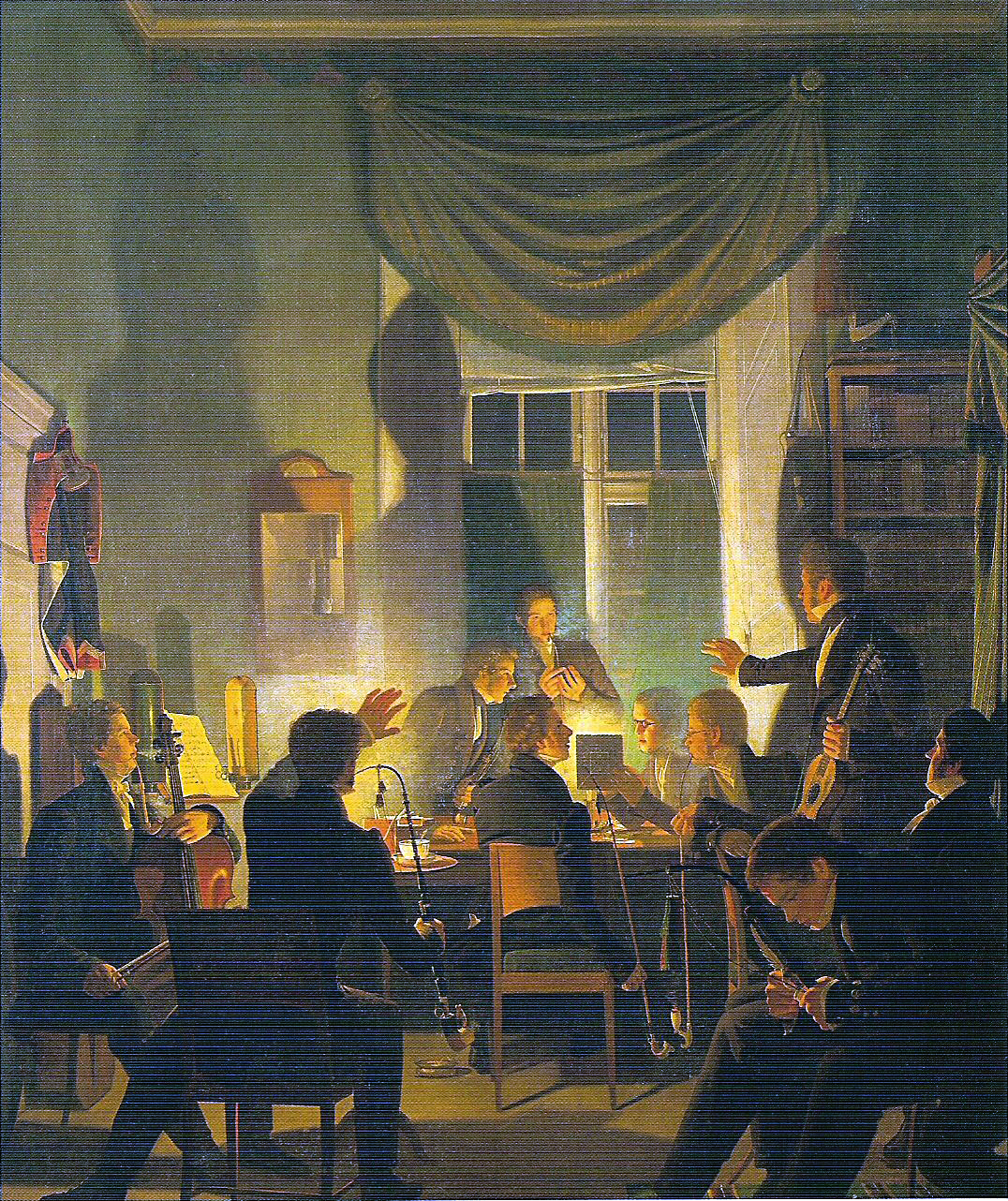
توباکسلسکاب (میهمانی سیگار کشیدن)، ویلهلم بنز، ۱۸۲۸

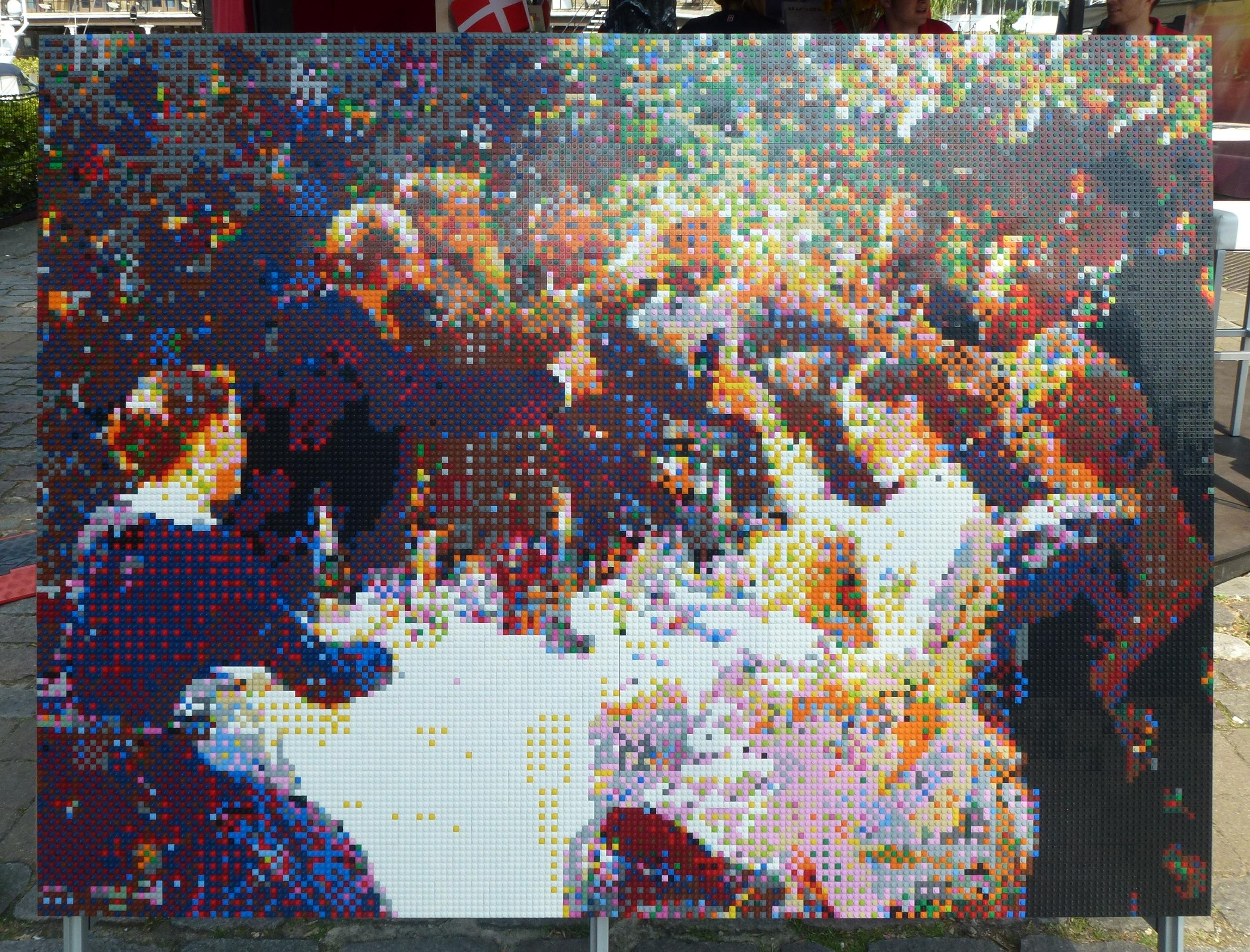
هیپ، هیپ، حورا! ایجاد شده برای لگو

## نفوذ فرهنگی
در اوت ۲۰۱۲، بازدید کنندگان و کارکنان دانمارکی این نقاشی را در مقیاس کامل از بلوک‌های لگو در جشنواره IMAGINATION در سنت کاترین داکس، لندن، که با همکاری بازی‌های المپیک تابستانی ۲۰۱۲ برگزار شد، دوباره بازسازی کردند. یک بازتولید پیچیده از اثر که در محل شرکت فناوری نرم‌افزاری ConsenSys، در دفتر مرکزی آن‌ها در بروکلین، نیویورک آویزان است.

## مطالعهٔ بیشتر
- Halkier, Katrine (2011). Krøyer: An International Perspective. Hirschsprung Collection. ISBN 978-87-90597-17-7.
- Svanholm, Lise (2004). Northern Light: The Skagen Painters. Gyldendal A/S. ISBN 978-87-02-02817-1.